# Lilltjärnen (Råneå socken, Norrbotten, 732983-180483)
Lilltjärnen är en sjö i Bodens kommun i Norrbotten och ingår i Vitåns huvudavrinningsområde.